# قلعه سار
قلعه سار (سام) مربوط به دوره اشکانیان - دوره ساسانیان است و در دهستان کوه خواجه بخش تیمورآباد شهرستان هامون، روستای سه کوهه واقع شده و این اثر در تاریخ ۱ اردیبهشت ۱۳۴۵ با شمارهٔ ثبت ۵۴۱ به‌عنوان یکی از آثار ملی ایران به ثبت رسیده است.